# The Women's Tour 2015
La 2e édition de The Women's Tour a lieu du 17 juin 2015 au 21 juin 2015.  La course fait partie du calendrier UCI féminin en catégorie 2.1.

## Équipes
| Équipes UCI                     | Équipes UCI | Équipes UCI |
| Nom de l'équipe                 | Pays        | Code        |
| ------------------------------- | ----------- | ----------- |
| Alé Cipollini                   | Italie      | ALE         |
| Bigla                           | Suisse      | BCT         |
| Boels Dolmans                   | Pays-Bas    | DLT         |
| Liv-Plantur                     | Pays-Bas    | TLP         |
| Lotto Soudal                    | Belgique    | LBL         |
| Matrix Fitness                  | Royaume-Uni | MAT         |
| Orica-AIS                       | Australie   | OGE         |
| Optum-Kelly Benefit Strategies  | États-Unis  | OPW         |
| Poitou-Charentes.Futuroscope.86 | France      | FUT         |
| Rabo Liv Women                  | Pays-Bas    | RBW         |
| UnitedHealthcare                | États-Unis  | UHC         |
| Velocio-SRAM                    | Allemagne   | VEL         |
| Wiggle Honda                    | Royaume-Uni | WHT         |

| Équipe amateur                         | Équipe amateur | Équipe amateur |
| Nom de l'équipe                        | Pays           | Code           |
| -------------------------------------- | -------------- | -------------- |
| Pearl Izumi-Sports Tours International |                |                |

| Équipes nationales             | Équipes nationales | Équipes nationales |
| Nom de l'équipe                | Pays               | Code               |
| ------------------------------ | ------------------ | ------------------ |
| Sélection nationale allemande  | Allemagne          |                    |
| Sélection nationale américaine | États-Unis         |                    |

## Points UCI
| Position,          | 1er | 2e | 3e | 4e | 5e | 6e | 7e | 8e | 9e | 10e | 11e | 12e | 13e | 14e | 15e | 16e | 17e | 18e |
| Classement général | 80  | 60 | 45 | 35 | 30 | 25 | 21 | 18 | 15 | 12  | 10  | 8   | 6   | 5   | 4   | 3   | 2   | 1   |
| Par étape          | 16  | 12 | 8  | 6  | 5  | 4  | 3  | 2  |    |     |     |     |     |     |     |     |     |     |
| Leader, par étape  | 4   |    |    |    |    |    |    |    |    |     |     |     |     |     |     |     |     |     |

## Étapes
| Étape     | Date    | Villes étapes               | type            | Distance (km) | Vainqueur d'étape | Leader du classement général |
| --------- | ------- | --------------------------- | --------------- | ------------- | ----------------- | ---------------------------- |
| 1re étape | 17 juin | Bury St Edmunds – Aldeburgh | étape de plaine | 112,6         | Lizzie Armitstead | Lizzie Armitstead            |
| 2e étape  | 18 juin | Braintree – Clacton-on-Sea  | étape de plaine | 138           | Jolien D'Hoore    | Lisa Brennauer               |
| 3e étape  | 19 juin | Oundle – Kettering          | étape de plaine | 139,2         | Christine Majerus | Christine Majerus            |
| 4e étape  | 20 juin | Waltham Cross – Stevenage   | étape de plaine | 103,8         | Lisa Brennauer    | Lisa Brennauer               |
| 5e étape  | 21 juin | Marlow – Hemel Hempstead    | étape de plaine | 102,6         | Hannah Barnes     | Lisa Brennauer               |

## Déroulement de la course

### 1reétape
Lors de la première étape, Lizzie Armitstead s'impose au sprint, puis percute un photographe une fois passée la ligne. La chute est violente, et la Britannique perd connaissance. Les examens médicaux ne révèlent cependant pas de fracture.
| \| Classement de l'étape \| Classement de l'étape \| Classement de l'étape \| Classement de l'étape \| Classement de l'étape \| \| Coureur \| Coureur \| Pays \| Équipe \| Temps \| \| --------------------- \| --------------------- \| --------------------- \| ------------------------------- \| --------------------- \| \| 1re \| Lizzie Armitstead \| Royaume-Uni \| Boels Dolmans \| 2 h 39 min 53 s \| \| 2e \| Lisa Brennauer \| Allemagne \| Velocio-SRAM \| + 0 s \| \| 3e \| Emma Johansson \| Suède \| Orica-AIS \| + 0 s \| \| 4e \| Simona Frapporti \| Italie \| Alé Cipollini \| + 0 s \| \| 5e \| Jolien D'Hoore \| Belgique \| Wiggle Honda \| + 0 s \| \| 6e \| Roxane Knetemann \| Pays-Bas \| Rabo Liv Women \| + 0 s \| \| 7e \| Pascale Jeuland \| France \| Poitou-Charentes.Futuroscope.86 \| + 0 s \| \| 8e \| Alexis Magner \| États-Unis \| UnitedHealthcare \| + 0 s \| \| 9e \| Lotta Lepistö \| Finlande \| Bigla \| + 0 s \| \| 10e \| Aude Biannic \| France \| Poitou-Charentes.Futuroscope.86 \| + 0 s \| |                   |             |                                 |                 |
| |                   |             |                                 |                 |
| |                   |             |                                 |                 |
| Classement de l'étape |                   |             |                                 |                 |
| Coureur | Coureur           | Pays        | Équipe                          | Temps           |
| 1re | Lizzie Armitstead | Royaume-Uni | Boels Dolmans                   | 2 h 39 min 53 s |
| 2e | Lisa Brennauer    | Allemagne   | Velocio-SRAM                    | + 0 s           |
| 3e | Emma Johansson    | Suède       | Orica-AIS                       | + 0 s           |
| 4e | Simona Frapporti  | Italie      | Alé Cipollini                   | + 0 s           |
| 5e | Jolien D'Hoore    | Belgique    | Wiggle Honda                    | + 0 s           |
| 6e | Roxane Knetemann  | Pays-Bas    | Rabo Liv Women                  | + 0 s           |
| 7e | Pascale Jeuland   | France      | Poitou-Charentes.Futuroscope.86 | + 0 s           |
| 8e | Alexis Magner     | États-Unis  | UnitedHealthcare                | + 0 s           |
| 9e | Lotta Lepistö     | Finlande    | Bigla                           | + 0 s           |
| 10e | Aude Biannic      | France      | Poitou-Charentes.Futuroscope.86 | + 0 s           |

| \| Classement général \| Classement général \| Classement général \| Classement général \| Classement général \| \| Coureur \| Coureur \| Pays \| Équipe \| Temps \| \| ------------------ \| ------------------ \| ------------------ \| ------------------------------- \| ------------------ \| \| 1re \| Lizzie Armitstead \| Royaume-Uni \| Boels Dolmans \| 2 h 39 min 43 s \| \| 2e \| Lisa Brennauer \| Allemagne \| Velocio-SRAM \| + 4 s \| \| 3e \| Marta Tagliaferro \| Italie \| Alé Cipollini \| + 5 s \| \| 4e \| Emma Johansson \| Suède \| Orica-AIS \| + 6 s \| \| 5e \| Coryn Rivera \| États-Unis \| UnitedHealthcare \| + 6 s \| \| 6e \| Elinor Barker \| Royaume-Uni \| Matrix Fitness Pro Cycling \| + 7 s \| \| 7e \| Simona Frapporti \| Italie \| Alé Cipollini \| + 10 s \| \| 8e \| Jolien D'Hoore \| Belgique \| Wiggle Honda \| + 10 s \| \| 9e \| Roxane Knetemann \| Pays-Bas \| Rabo Liv Women \| + 10 s \| \| 10e \| Pascale Jeuland \| France \| Poitou-Charentes.Futuroscope.86 \| + 10 s \| |                   |             |                                 |                 |
| |                   |             |                                 |                 |
| |                   |             |                                 |                 |
| Classement général |                   |             |                                 |                 |
| Coureur | Coureur           | Pays        | Équipe                          | Temps           |
| 1re | Lizzie Armitstead | Royaume-Uni | Boels Dolmans                   | 2 h 39 min 43 s |
| 2e | Lisa Brennauer    | Allemagne   | Velocio-SRAM                    | + 4 s           |
| 3e | Marta Tagliaferro | Italie      | Alé Cipollini                   | + 5 s           |
| 4e | Emma Johansson    | Suède       | Orica-AIS                       | + 6 s           |
| 5e | Coryn Rivera      | États-Unis  | UnitedHealthcare                | + 6 s           |
| 6e | Elinor Barker     | Royaume-Uni | Matrix Fitness Pro Cycling      | + 7 s           |
| 7e | Simona Frapporti  | Italie      | Alé Cipollini                   | + 10 s          |
| 8e | Jolien D'Hoore    | Belgique    | Wiggle Honda                    | + 10 s          |
| 9e | Roxane Knetemann  | Pays-Bas    | Rabo Liv Women                  | + 10 s          |
| 10e | Pascale Jeuland   | France      | Poitou-Charentes.Futuroscope.86 | + 10 s          |

### 2eétape
| \| Classement de l'étape \| Classement de l'étape \| Classement de l'étape \| Classement de l'étape \| Classement de l'étape \| \| Coureur \| Coureur \| Pays \| Équipe \| Temps \| \| --------------------- \| --------------------- \| --------------------- \| --------------------- \| --------------------- \| \| 1re \| Jolien D'Hoore \| Belgique \| Wiggle Honda \| 3 h 23 min 25 s \| \| 2e \| Lisa Brennauer \| Allemagne \| Velocio-SRAM \| + 0 s \| \| 3e \| Christine Majerus \| Luxembourg \| Boels Dolmans \| + 0 s \| \| 4e \| Emma Johansson \| Suède \| Orica-AIS \| + 0 s \| \| 5e \| Anouska Koster \| Pays-Bas \| Rabo Liv Women \| + 0 s \| \| 6e \| Marta Tagliaferro \| Italie \| Alé Cipollini \| + 0 s \| \| 7e \| Giorgia Bronzini \| Italie \| Wiggle Honda \| + 0 s \| \| 8e \| Simona Frapporti \| Italie \| Alé Cipollini \| + 0 s \| \| 9e \| Alexis Magner \| États-Unis \| UnitedHealthcare \| + 0 s \| \| 10e \| Lucy van der Haar \| Royaume-Uni \| Liv-Plantur \| + 0 s \| |                   |             |                  |                 |
| |                   |             |                  |                 |
| |                   |             |                  |                 |
| Classement de l'étape |                   |             |                  |                 |
| Coureur | Coureur           | Pays        | Équipe           | Temps           |
| 1re | Jolien D'Hoore    | Belgique    | Wiggle Honda     | 3 h 23 min 25 s |
| 2e | Lisa Brennauer    | Allemagne   | Velocio-SRAM     | + 0 s           |
| 3e | Christine Majerus | Luxembourg  | Boels Dolmans    | + 0 s           |
| 4e | Emma Johansson    | Suède       | Orica-AIS        | + 0 s           |
| 5e | Anouska Koster    | Pays-Bas    | Rabo Liv Women   | + 0 s           |
| 6e | Marta Tagliaferro | Italie      | Alé Cipollini    | + 0 s           |
| 7e | Giorgia Bronzini  | Italie      | Wiggle Honda     | + 0 s           |
| 8e | Simona Frapporti  | Italie      | Alé Cipollini    | + 0 s           |
| 9e | Alexis Magner     | États-Unis  | UnitedHealthcare | + 0 s           |
| 10e | Lucy van der Haar | Royaume-Uni | Liv-Plantur      | + 0 s           |

| \| Classement général \| Classement général \| Classement général \| Classement général \| Classement général \| \| Coureur \| Coureur \| Pays \| Équipe \| Temps \| \| ------------------ \| ------------------ \| ------------------ \| ----------------------------- \| ------------------ \| \| 1re \| Lisa Brennauer \| Allemagne \| Velocio-SRAM \| 6 h 03 min 06 s \| \| 2e \| Jolien D'Hoore \| Belgique \| Wiggle Honda \| + 1 s \| \| 3e \| Vera Koedooder \| Pays-Bas \| Bigla \| + 6 s \| \| 4e \| Marta Tagliaferro \| Italie \| Alé Cipollini \| + 7 s \| \| 5e \| Emma Johansson \| Suède \| Orica-AIS \| + 8 s \| \| 6e \| Christine Majerus \| Luxembourg \| Boels Dolmans \| + 8 s \| \| 7e \| Coryn Rivera \| États-Unis \| UnitedHealthcare \| + 8 s \| \| 8e \| Corinna Lechner \| Allemagne \| maxx-solar women cycling team \| + 8 s \| \| 9e \| Elinor Barker \| Royaume-Uni \| Matrix Fitness Pro Cycling \| + 9 s \| \| 10e \| Hannah Barnes \| Royaume-Uni \| UnitedHealthcare \| + 11 s \| |                   |             |                               |                 |
| |                   |             |                               |                 |
| |                   |             |                               |                 |
| Classement général |                   |             |                               |                 |
| Coureur | Coureur           | Pays        | Équipe                        | Temps           |
| 1re | Lisa Brennauer    | Allemagne   | Velocio-SRAM                  | 6 h 03 min 06 s |
| 2e | Jolien D'Hoore    | Belgique    | Wiggle Honda                  | + 1 s           |
| 3e | Vera Koedooder    | Pays-Bas    | Bigla                         | + 6 s           |
| 4e | Marta Tagliaferro | Italie      | Alé Cipollini                 | + 7 s           |
| 5e | Emma Johansson    | Suède       | Orica-AIS                     | + 8 s           |
| 6e | Christine Majerus | Luxembourg  | Boels Dolmans                 | + 8 s           |
| 7e | Coryn Rivera      | États-Unis  | UnitedHealthcare              | + 8 s           |
| 8e | Corinna Lechner   | Allemagne   | maxx-solar women cycling team | + 8 s           |
| 9e | Elinor Barker     | Royaume-Uni | Matrix Fitness Pro Cycling    | + 9 s           |
| 10e | Hannah Barnes     | Royaume-Uni | UnitedHealthcare              | + 11 s          |

### 3eétape
| \| Classement de l'étape \| Classement de l'étape \| Classement de l'étape \| Classement de l'étape \| Classement de l'étape \| \| Coureur \| Coureur \| Pays \| Équipe \| Temps \| \| --------------------- \| --------------------- \| --------------------- \| --------------------- \| --------------------- \| \| 1re \| Christine Majerus \| Luxembourg \| Boels Dolmans \| 3 h 43 min 05 s \| \| 2e \| Barbara Guarischi \| Italie \| Velocio-SRAM \| + 2 s \| \| 3e \| Lucy van der Haar \| Royaume-Uni \| Liv-Plantur \| + 2 s \| \| 4e \| Hannah Barnes \| Royaume-Uni \| UnitedHealthcare \| + 2 s \| \| 5e \| Emma Johansson \| Suède \| Orica-AIS \| + 2 s \| \| 6e \| Lisa Brennauer \| Allemagne \| Velocio-SRAM \| + 2 s \| \| 7e \| Jolien D'Hoore \| Belgique \| Wiggle Honda \| + 2 s \| \| 8e \| Trixi Worrack \| Allemagne \| Velocio-SRAM \| + 5 s \| \| 9e \| Amalie Dideriksen \| Danemark \| Boels Dolmans \| + 5 s \| \| 10e \| Simona Frapporti \| Italie \| Alé Cipollini \| + 5 s \| |                   |             |                  |                 |
| |                   |             |                  |                 |
| |                   |             |                  |                 |
| Classement de l'étape |                   |             |                  |                 |
| Coureur | Coureur           | Pays        | Équipe           | Temps           |
| 1re | Christine Majerus | Luxembourg  | Boels Dolmans    | 3 h 43 min 05 s |
| 2e | Barbara Guarischi | Italie      | Velocio-SRAM     | + 2 s           |
| 3e | Lucy van der Haar | Royaume-Uni | Liv-Plantur      | + 2 s           |
| 4e | Hannah Barnes     | Royaume-Uni | UnitedHealthcare | + 2 s           |
| 5e | Emma Johansson    | Suède       | Orica-AIS        | + 2 s           |
| 6e | Lisa Brennauer    | Allemagne   | Velocio-SRAM     | + 2 s           |
| 7e | Jolien D'Hoore    | Belgique    | Wiggle Honda     | + 2 s           |
| 8e | Trixi Worrack     | Allemagne   | Velocio-SRAM     | + 5 s           |
| 9e | Amalie Dideriksen | Danemark    | Boels Dolmans    | + 5 s           |
| 10e | Simona Frapporti  | Italie      | Alé Cipollini    | + 5 s           |

| \| Classement général \| Classement général \| Classement général \| Classement général \| Classement général \| \| Coureur \| Coureur \| Pays \| Équipe \| Temps \| \| ------------------ \| ------------------ \| ------------------ \| ------------------------------- \| ------------------ \| \| 1re \| Christine Majerus \| Luxembourg \| Boels Dolmans \| 9 h 46 min 09 s \| \| 2e \| Jolien D'Hoore \| Belgique \| Wiggle Honda \| + 3 s \| \| 3e \| Lisa Brennauer \| Allemagne \| Velocio-SRAM \| + 4 s \| \| 4e \| Emma Johansson \| Suède \| Orica-AIS \| + 9 s \| \| 5e \| Barbara Guarischi \| Italie \| Velocio-SRAM \| + 10 s \| \| 6e \| Lucy van der Haar \| Royaume-Uni \| Liv-Plantur \| + 12 s \| \| 7e \| Hannah Barnes \| Royaume-Uni \| UnitedHealthcare \| + 13 s \| \| 8e \| Simona Frapporti \| Italie \| Alé Cipollini \| + 19 s \| \| 9e \| Alexis Magner \| États-Unis \| UnitedHealthcare \| + 19 s \| \| 10e \| Pascale Jeuland \| France \| Poitou-Charentes.Futuroscope.86 \| + 19 s \| |                   |             |                                 |                 |
| |                   |             |                                 |                 |
| |                   |             |                                 |                 |
| Classement général |                   |             |                                 |                 |
| Coureur | Coureur           | Pays        | Équipe                          | Temps           |
| 1re | Christine Majerus | Luxembourg  | Boels Dolmans                   | 9 h 46 min 09 s |
| 2e | Jolien D'Hoore    | Belgique    | Wiggle Honda                    | + 3 s           |
| 3e | Lisa Brennauer    | Allemagne   | Velocio-SRAM                    | + 4 s           |
| 4e | Emma Johansson    | Suède       | Orica-AIS                       | + 9 s           |
| 5e | Barbara Guarischi | Italie      | Velocio-SRAM                    | + 10 s          |
| 6e | Lucy van der Haar | Royaume-Uni | Liv-Plantur                     | + 12 s          |
| 7e | Hannah Barnes     | Royaume-Uni | UnitedHealthcare                | + 13 s          |
| 8e | Simona Frapporti  | Italie      | Alé Cipollini                   | + 19 s          |
| 9e | Alexis Magner     | États-Unis  | UnitedHealthcare                | + 19 s          |
| 10e | Pascale Jeuland   | France      | Poitou-Charentes.Futuroscope.86 | + 19 s          |

### 4eétape
| \| Classement de l'étape \| Classement de l'étape \| Classement de l'étape \| Classement de l'étape \| Classement de l'étape \| \| Coureur \| Coureur \| Pays \| Équipe \| Temps \| \| --------------------- \| --------------------- \| --------------------- \| --------------------- \| --------------------- \| \| 1re \| Lisa Brennauer \| Allemagne \| Velocio-SRAM \| 2 h 36 min 35 s \| \| 2e \| Emma Johansson \| Suède \| Orica-AIS \| + 0 s \| \| 3e \| Lotta Lepistö \| Finlande \| Bigla \| + 0 s \| \| 4e \| Christine Majerus \| Luxembourg \| Boels Dolmans \| + 0 s \| \| 5e \| Hannah Barnes \| Royaume-Uni \| UnitedHealthcare \| + 0 s \| \| 6e \| Amalie Dideriksen \| Danemark \| Boels Dolmans \| + 0 s \| \| 7e \| Alexis Magner \| États-Unis \| UnitedHealthcare \| + 0 s \| \| 8e \| Sara Mustonen \| Suède \| Liv-Plantur \| + 0 s \| \| 9e \| Elisa Longo Borghini \| Italie \| Wiggle Honda \| + 0 s \| \| 10e \| Sabrina Stultiens \| Pays-Bas \| Liv-Plantur \| + 0 s \| |                      |             |                  |                 |
| |                      |             |                  |                 |
| |                      |             |                  |                 |
| Classement de l'étape |                      |             |                  |                 |
| Coureur | Coureur              | Pays        | Équipe           | Temps           |
| 1re | Lisa Brennauer       | Allemagne   | Velocio-SRAM     | 2 h 36 min 35 s |
| 2e | Emma Johansson       | Suède       | Orica-AIS        | + 0 s           |
| 3e | Lotta Lepistö        | Finlande    | Bigla            | + 0 s           |
| 4e | Christine Majerus    | Luxembourg  | Boels Dolmans    | + 0 s           |
| 5e | Hannah Barnes        | Royaume-Uni | UnitedHealthcare | + 0 s           |
| 6e | Amalie Dideriksen    | Danemark    | Boels Dolmans    | + 0 s           |
| 7e | Alexis Magner        | États-Unis  | UnitedHealthcare | + 0 s           |
| 8e | Sara Mustonen        | Suède       | Liv-Plantur      | + 0 s           |
| 9e | Elisa Longo Borghini | Italie      | Wiggle Honda     | + 0 s           |
| 10e | Sabrina Stultiens    | Pays-Bas    | Liv-Plantur      | + 0 s           |

| \| Classement général \| Classement général \| Classement général \| Classement général \| Classement général \| \| Coureur \| Coureur \| Pays \| Équipe \| Temps \| \| ------------------ \| ------------------------- \| ------------------ \| ------------------------------- \| ------------------ \| \| 1re \| Lisa Brennauer \| Allemagne \| Velocio-SRAM \| 12 h 22 min 35 s \| \| 2e \| Christine Majerus \| Luxembourg \| Boels Dolmans \| + 9 s \| \| 3e \| Jolien D'Hoore \| Belgique \| Wiggle Honda \| + 10 s \| \| 4e \| Emma Johansson \| Suède \| Orica-AIS \| + 11 s \| \| 5e \| Hannah Barnes \| Royaume-Uni \| UnitedHealthcare \| + 22 s \| \| 6e \| Alexis Magner \| États-Unis \| UnitedHealthcare \| + 28 s \| \| 7e \| Pascale Jeuland \| France \| Poitou-Charentes.Futuroscope.86 \| + 28 s \| \| 8e \| Maria Giulia Confalonieri \| Italie \| Alé Cipollini \| + 28 s \| \| 9e \| Susanna Zorzi \| Italie \| Lotto Soudal Ladies \| + 28 s \| \| 10e \| Simona Frapporti \| Italie \| Alé Cipollini \| + 28 s \| |                           |             |                                 |                  |
| |                           |             |                                 |                  |
| |                           |             |                                 |                  |
| Classement général |                           |             |                                 |                  |
| Coureur | Coureur                   | Pays        | Équipe                          | Temps            |
| 1re | Lisa Brennauer            | Allemagne   | Velocio-SRAM                    | 12 h 22 min 35 s |
| 2e | Christine Majerus         | Luxembourg  | Boels Dolmans                   | + 9 s            |
| 3e | Jolien D'Hoore            | Belgique    | Wiggle Honda                    | + 10 s           |
| 4e | Emma Johansson            | Suède       | Orica-AIS                       | + 11 s           |
| 5e | Hannah Barnes             | Royaume-Uni | UnitedHealthcare                | + 22 s           |
| 6e | Alexis Magner             | États-Unis  | UnitedHealthcare                | + 28 s           |
| 7e | Pascale Jeuland           | France      | Poitou-Charentes.Futuroscope.86 | + 28 s           |
| 8e | Maria Giulia Confalonieri | Italie      | Alé Cipollini                   | + 28 s           |
| 9e | Susanna Zorzi             | Italie      | Lotto Soudal Ladies             | + 28 s           |
| 10e | Simona Frapporti          | Italie      | Alé Cipollini                   | + 28 s           |

### 5eétape
| \| Classement de l'étape \| Classement de l'étape \| Classement de l'étape \| Classement de l'étape \| Classement de l'étape \| \| Coureur \| Coureur \| Pays \| Équipe \| Temps \| \| --------------------- \| ------------------------- \| --------------------- \| -------------------------------------- \| --------------------- \| \| 1re \| Hannah Barnes \| Royaume-Uni \| UnitedHealthcare \| 2 h 36 min 35 s \| \| 2e \| Jolien D'Hoore \| Belgique \| Wiggle Honda \| + 0 s \| \| 3e \| Simona Frapporti \| Italie \| Alé Cipollini \| + 0 s \| \| 4e \| Lisa Brennauer \| Allemagne \| Velocio-SRAM \| + 0 s \| \| 5e \| Christine Majerus \| Luxembourg \| Boels Dolmans \| + 0 s \| \| 6e \| Sara Mustonen \| Suède \| Liv-Plantur \| + 0 s \| \| 7e \| Emma Johansson \| Suède \| Orica-AIS \| + 0 s \| \| 8e \| Katie Archibald \| Royaume-Uni \| Pearl Izumi Sports Tours International \| + 0 s \| \| 9e \| Maria Giulia Confalonieri \| Italie \| Alé Cipollini \| + 0 s \| \| 10e \| Roxane Knetemann \| Pays-Bas \| Rabo Liv Women \| + 0 s \| |                           |             |                                        |                 |
| |                           |             |                                        |                 |
| |                           |             |                                        |                 |
| Classement de l'étape |                           |             |                                        |                 |
| Coureur | Coureur                   | Pays        | Équipe                                 | Temps           |
| 1re | Hannah Barnes             | Royaume-Uni | UnitedHealthcare                       | 2 h 36 min 35 s |
| 2e | Jolien D'Hoore            | Belgique    | Wiggle Honda                           | + 0 s           |
| 3e | Simona Frapporti          | Italie      | Alé Cipollini                          | + 0 s           |
| 4e | Lisa Brennauer            | Allemagne   | Velocio-SRAM                           | + 0 s           |
| 5e | Christine Majerus         | Luxembourg  | Boels Dolmans                          | + 0 s           |
| 6e | Sara Mustonen             | Suède       | Liv-Plantur                            | + 0 s           |
| 7e | Emma Johansson            | Suède       | Orica-AIS                              | + 0 s           |
| 8e | Katie Archibald           | Royaume-Uni | Pearl Izumi Sports Tours International | + 0 s           |
| 9e | Maria Giulia Confalonieri | Italie      | Alé Cipollini                          | + 0 s           |
| 10e | Roxane Knetemann          | Pays-Bas    | Rabo Liv Women                         | + 0 s           |

Toutes les étapes se terminent au sprint, Lisa Brennauer s'impose grâce aux bonifications.

### Classement général final
| \| Classement général \| Classement général \| Classement général \| Classement général \| Classement général \| \| Coureur \| Coureur \| Pays \| Équipe \| Temps \| \| ------------------ \| ------------------------- \| ------------------ \| ------------------------------- \| ------------------ \| \| 1re \| Lisa Brennauer \| Allemagne \| Velocio-SRAM \| 15 h 03 min 24 s \| \| 2e \| Jolien D'Hoore \| Belgique \| Wiggle Honda \| + 6 s \| \| 3e \| Christine Majerus \| Luxembourg \| Boels Dolmans \| + 7 s \| \| 4e \| Emma Johansson \| Suède \| Orica-AIS \| + 13 s \| \| 5e \| Hannah Barnes \| Royaume-Uni \| UnitedHealthcare \| + 14 s \| \| 6e \| Simona Frapporti \| Italie \| Alé Cipollini \| + 26 s \| \| 7e \| Leah Kirchmann \| Canada \| Optum-Kelly Benefit Strategies \| + 29 s \| \| 8e \| Alexis Magner \| États-Unis \| UnitedHealthcare \| + 30 s \| \| 9e \| Pascale Jeuland \| France \| Poitou-Charentes.Futuroscope.86 \| + 30 s \| \| 10e \| Maria Giulia Confalonieri \| Italie \| Alé Cipollini \| + 30 s \| |                           |             |                                 |                  |
| |                           |             |                                 |                  |
| Source : ProCyclingStats |                           |             |                                 |                  |
| Classement général |                           |             |                                 |                  |
| Coureur | Coureur                   | Pays        | Équipe                          | Temps            |
| 1re | Lisa Brennauer            | Allemagne   | Velocio-SRAM                    | 15 h 03 min 24 s |
| 2e | Jolien D'Hoore            | Belgique    | Wiggle Honda                    | + 6 s            |
| 3e | Christine Majerus         | Luxembourg  | Boels Dolmans                   | + 7 s            |
| 4e | Emma Johansson            | Suède       | Orica-AIS                       | + 13 s           |
| 5e | Hannah Barnes             | Royaume-Uni | UnitedHealthcare                | + 14 s           |
| 6e | Simona Frapporti          | Italie      | Alé Cipollini                   | + 26 s           |
| 7e | Leah Kirchmann            | Canada      | Optum-Kelly Benefit Strategies  | + 29 s           |
| 8e | Alexis Magner             | États-Unis  | UnitedHealthcare                | + 30 s           |
| 9e | Pascale Jeuland           | France      | Poitou-Charentes.Futuroscope.86 | + 30 s           |
| 10e | Maria Giulia Confalonieri | Italie      | Alé Cipollini                   | + 30 s           |

### Classements annexes

#### Classement par points
| Classement par points | Classement par points | Classement par points | Classement par points | Classement par points |
| Coureur               | Coureur               | Pays                  | Équipe                | Points                |
| --------------------- | --------------------- | --------------------- | --------------------- | --------------------- |
| 1re                   | Lisa Brennauer        | Allemagne             | Velocio-SRAM          | 56 pts                |
| 2e                    | Jolien D'Hoore        | Belgique              | Wiggle Honda          | 42 pts                |
| 3e                    | Emma Johansson        | Suède                 | Orica-AIS             | 42 pts                |

#### Classement par équipes
| Classement par équipes | Classement par équipes | Classement par équipes | Classement par équipes |
| Équipe                 | Équipe                 | Pays                   | Temps                  |
| ---------------------- | ---------------------- | ---------------------- | ---------------------- |
| 1re                    | Boels Dolmans          | Pays-Bas               | 45 h 11 min 44 s       |
| 2e                     | Alé Cipollini          | Italie                 | + 12 s                 |
| 3e                     | Wiggle Honda           | Royaume-Uni            | + 14 s                 |

## Évolution des classements
| Étape              | Vainqueur          | Classement général | Classement par points | Classement de la montagne | Classement de la meilleure jeune | Classement de la meilleure britannique | Classement par équipes |
| ------------------ | ------------------ | ------------------ | --------------------- | ------------------------- | -------------------------------- | -------------------------------------- | ---------------------- |
| 1                  | Lizzie Armitstead  | Lizzie Armitstead  | Lizzie Armitstead     | Katie Hall                | Coryn Rivera                     | Lizzie Armitstead                      | United Healthcare      |
| 2                  | Jolien D'Hoore     | Lisa Brennauer     | Lisa Brennauer        | Melissa Hoskins           | Coryn Rivera                     | Elinor Barker                          | United Healthcare      |
| 3                  | Christine Majerus  | Christine Majerus  | Lisa Brennauer        | Melissa Hoskins           | Lucy Garner                      | Lucy Garner                            | Velocio-SRAM           |
| 4                  | Lisa Brennauer     | Lisa Brennauer     | Lisa Brennauer        | Melissa Hoskins           | Hannah Barnes                    | Hannah Barnes                          | Boels Dolmans          |
| 5                  | Hannah Barnes      | Lisa Brennauer     | Lisa Brennauer        | Melissa Hoskins           | Hannah Barnes                    | Hannah Barnes                          | Boels Dolmans          |
| Classements finals | Classements finals | Lisa Brennauer     | Lisa Brennauer        | Melissa Hoskins           | Hannah Barnes                    | Hannah Barnes                          | Boels Dolmans          |